# Dragmacidon sanguineum
Dragmacidon sanguineum är en svampdjursart som först beskrevs av Burton 1933.  Dragmacidon sanguineum ingår i släktet Dragmacidon och familjen Axinellidae. Inga underarter finns listade i Catalogue of Life.